# 尻叩き

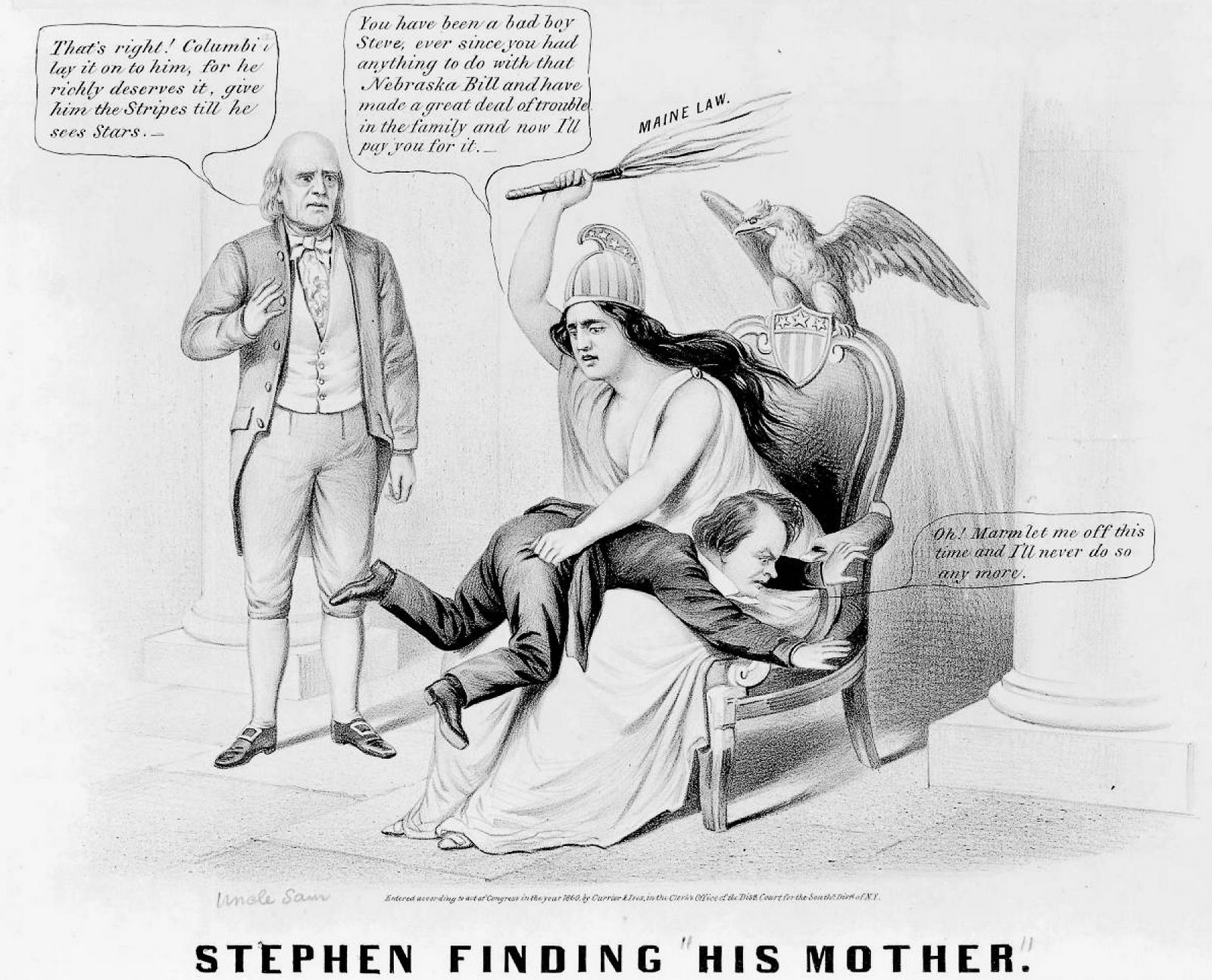
尻叩き

尻叩き（しりたたき、英: Spanking）は、一般に子供をしつけるための罰の一種である。お尻ペンペン・お尻叩き・尻ペン・ケツ叩き・ケツパンチなど、さまざまな呼び名が存在する。文字通り、子供の尻を叩くことを意味する。
日本でもしつけの手段として使われることも多いが、日本以上に欧米などの諸外国ではしつけの手段として広く用いられている。また、20世紀の日本の初等教育・中等教育においては教職員による児童・生徒への体罰の手段としても広く用いられた。
現在ではこの行為に疑問を呈する人が多く、児童虐待防止法で体罰と見なし禁止されている。

## 特徴
- 子供に行うお仕置きであるが人間の尻は体の中で一番脂肪が厚いので、脳への影響が心配される拳骨、耳の鼓膜が破れる恐れのあるビンタ（平手打ち）と比べると後遺症などの心配は少ない。
- 実際に行う際、親であれば子供の尻を露わにする（皮膚を露出する）ことがしばしばある。これには、どれだけ皮膚が赤みを帯びたか目視でわかる、皮膚を露出した方が痛覚が伝わりやすいなどといった理由が挙げられる。
- 一方、羞恥心をいたずらにあおることはまずいという理由で、パンツの上から叩いたり、場合によってはスカート/ズボンを着用したままで叩くこともある。また、極めてまれな例だが、パンツを尻の谷間に寄せて皮膚をむき出しにする（Tバックに似た状況を作り出す）、という方法もとられる。 実際にTバックを着用している場合は既に臀部を出している状態に近いため、膝の上に腹ばいで乗せたりしてスカートをまくり上げたとしても下着を下ろして叩くことは少ない。アダルトビデオのシチュエーションに使われることが多い。
- 基本的は平手打ちだが、英国のパブリックスクールではケイン、米国ではパドルが用いられた経緯がある。これ以外にも、日用品（杓文字、布団叩き、蠅叩き、スリッパ、箒、金属バット等）が用いられることがある。また、バットが用いられる場合は「ケツバット」とも称される。

## 遊びとしての尻叩き（手合わせ相撲）
- ２人が向かい合わせに立ち、お互いの距離が手を伸ばした位からスタート。
- 片方の手で握手をしながら、もう片方の手で相手の尻を叩く。
- 左右交互に尻を叩き合う。
- 時間内に相手の尻を数多く叩いた方が勝ちとなる。

## 呪い
子供に対するしつけや虐待では無く、宗教的な呪術として、女性の尻を「祝い棒」（尻叩き棒とも）と呼ばれる棒で叩き、多産の呪術とする行いがある。
『沙石集』巻10の話として、夫の愛（セックスレス）を回復しようとした和泉式部が祭りを開いた際、巫女の助言として、「前をかき上げ（女性器を見せ）、（尻を）叩いて3度回る」ようにといわれたとされ、夫との絆を結び、春を回復させるための行いとされる。小正月に行われる「嫁叩き」と呼ばれる行事に関しては、『枕草子』（11世紀）にも記述が見られ、子供達が若い女性の尻を棒で叩くという内容がある。宮城県牡鹿半島の村々では、正月14日の晩に少年青年が組を作り、カツノキの棒2尺ばかりのものを持ち、他人の家へ押しかけ、主として婦人の尻を軽く叩き、福を授ける行事があり、これを「ガッティ」というと柳田國男は『歳時習俗語彙』（民間伝承の会、1939年）で紹介している。同様の習俗は対馬の豊崎村にも見られ、正月15日にコッパラの棒で新婦の尻を叩くことを「嫁の尻叩き」といい、その際に子供は「子もて、子もて、卵のような子もて」と唱えたとされる（前同p.108.柳田國男の話の収集による）。